# Жирје (Сежана)
Жирје (словен. Žirje, итал. Sirie) је насељено место у општини Сежана, Обално-крашка регија, Словенија.

## Историја
До територијалне реорганизације у Словенији било је у саставу старе општине Сежана.

## Становништво
У попису становништва из 2011. године, Жирје је имало 96 становника.
| Број становника према пописима | Број становника према пописима | Број становника према пописима |
| ------------------------------ | ------------------------------ | ------------------------------ |
| 1991                           | 2002                           | 2011                           |
| 97                             | 94                             | 96                             |